# 福田大和 (2006年生の柔道家)
福田 大和（ふくだ やまと、2006年1月27日 - ）は、日本の柔道家。兵庫県明石市出身。階級は60kg級。身長162cm。段位は二段。組み手は左組み。血液型はO型。得意技は内股、寝技。福田3兄弟の三男で、長男の大悟、次男の大晟も柔道選手。

## 経歴
柔道は3歳の時に二見少年柔道クラブで始めた。小学校6年の時に全国小学生学年別柔道大会50kg級で3位になった。夙川中学2年の時には全国中学校柔道大会の50kg級で2位となった。比叡山高校へ進学すると、1年の時に全国高校選手権60kg級の決勝で福岡大学大濠高校2年の松永烈に技ありで敗れて2位にとどまった。2年の時にはインターハイの決勝で松永を送襟絞で破って優勝した。全日本ジュニアでも決勝で松永を縦四方固で破って優勝した。講道館杯では準決勝で国士館大学3年の近藤隼斗に敗れるも3位になった。グランドスラム・東京では2回戦で敗れた。グランプリ・アルマダでは決勝でスペインのフランシスコ・ガリゴスを腕挫十字固で破るなど、準々決勝以外を全て寝技で一本勝ちして17歳の誕生日を勝利で飾った。なお、男子では高校2年でIJFワールド柔道ツアーを制したのは、2014年にグランドスラム・東京で優勝した阿部一二三以来となった。一方で、全国高校選手権には出場しなかった。3年の時には体重別の初戦で旭化成の古賀玄暉に技ありで敗れた。インターハイでは2連覇を達成した。全日本ジュニアでは2連覇した。なお、今大会では同姓同名である東海大学2年の福田大和も66kg級で優勝する珍事が起こった。世界ジュニアでは決勝でアゼルバイジャンのニザミ・イムラノフを技ありで破って優勝した。約1時間後に66kg級の福田も優勝したため、全く同じ名前の選手が同日にチャンピオンになるという珍事が再び起きた。講道館杯では2回戦で敗れたが、長男の大悟、次男の大晟とともに3兄弟で今大会の60kg級に出場を果たすことになった。グランプリ・オディベーラスでは2回戦でイスラエルのヤム・ウオルツァクに技ありを先取しながら逆転負けを喫して今大会2連覇はならなかった。2024年4月に天理大学へ入学すると、体重別では準決勝で国士舘大学4年の中村太樹に片手絞で逆転勝ちするも、決勝ではパーク24の近藤に一本背負投で逆転負けを喫して2位にとどまった。全日本ジュニアでは3連覇を達成した。世界ジュニアでは準々決勝で世界カデ優勝者のジョナサン・ヤンを合技、準決勝でイムラノフを背負投、決勝では地元タジキスタンのロイク・クドビドノフを縦四方固で破るなど、オール一本勝ちして今大会2連覇を成し遂げた。グランプリ・リンツでは最初の2試合を約10秒で一本勝ちするなどして決勝まで進むと、大学の1年先輩である足立悠晟に反則勝ちして優勝した。2年の時には体重別の初戦で同じ寝業師の中村に上四方固で敗れた。ワールドユニバーシティゲームズではオール一本勝ちで優勝した。
IJF世界ランキングは1400ポイント獲得で35位（2025年7月20日現在）。

## 戦績
- 2017年 - 全国小学生学年別柔道大会 3位（50kg級）
- 2019年 - 全国中学校柔道大会 2位（50kg級）
- 2022年 - 全国高校選手権 2位
- 2022年 - インターハイ 優勝
- 2022年 - 全日本ジュニア 優勝
- 2022年 - 講道館杯 3位
- 2023年 - グランプリ・アルマダ 優勝
- 2023年 - インターハイ 優勝
- 2023年 - 全日本ジュニア 優勝
- 2023年 - 世界ジュニア 優勝
- 2024年 - 体重別 2位
- 2024年 - 全日本ジュニア 優勝
- 2024年 - 世界ジュニア 優勝
- 2025年 - グランプリ・リンツ 優勝
- 2025年 - ワールドユニバーシティゲームズ 優勝

（出典、JudoInside.com）